# آستان پنج امامزاده
آستان پنج امامزاده مربوط به دوره قاجار است و در شهرستان قم، بخش مرکزی، روستای جمکران واقع شده است. این اثر در تاریخ ۱۶ مهر ۱۳۷۹ با شمارهٔ ثبت ۲۷۹۹ به عنوان یکی از آثار ملی ایران به ثبت رسیده است.